# Brígida da Irlanda
Brígida da Irlanda ou Brígida de Kildare (Brigit, Bridget, Bridgit, Bríd), conhecida na Irlanda como Naomh Bhríde (453 - 524) foi uma religiosa católica irlandesa, freira, abadessa, e fundadora de diversos conventos, que é venerada como santa. É considerada uma das santas padroeiras da Irlanda, juntamente com São Patrício e São Columba. A sua festa cai a 1 de Fevereiro, o primeiro dia de Primavera na tradição gaélica irlandesa, conhecido como Imbolc.

## Início da vida
Tal como acontece com muitos santos antigos a biografia de Brígida tem sido dificultada pela passagem do tempo. Muita mudança  ocorreu dentro do corpo de informação que agora existe. Muitas vezes os limites entre a tradição oral e escrita se tornam difíceis de distinguir. 
Segundo a tradição, ela nasceu em Faughart, Irlanda. Devido à lendária qualidade dos primeiros contos de sua vida, não há muita discussão entre estudiosos e mesmo entre fiéis cristãos quanto à autenticidade de suas biografias. Segundo elas, seus pais eram Dubhthach, um pagão de Leinster, e Brocca, uma cristã de Pictos que havia sido batizada por São Patrício. Algumas versões sugerem que a mãe de Brígida foi, de fato, galaico-sueva, raptada por piratas irlandeses e levada para a Irlanda para trabalhar como escrava da mesma maneira que Patricío. Brígida recebeu o mesmo nome de uma das mais poderosas deusas da religião pagã, que o seu pai Dubhthach praticava; Brígida era a deusa do fogo, cujas manifestações foram a música, o artesanato, e a poesia, que os irlandeses consideravam a chama do conhecimento.

## Santidade

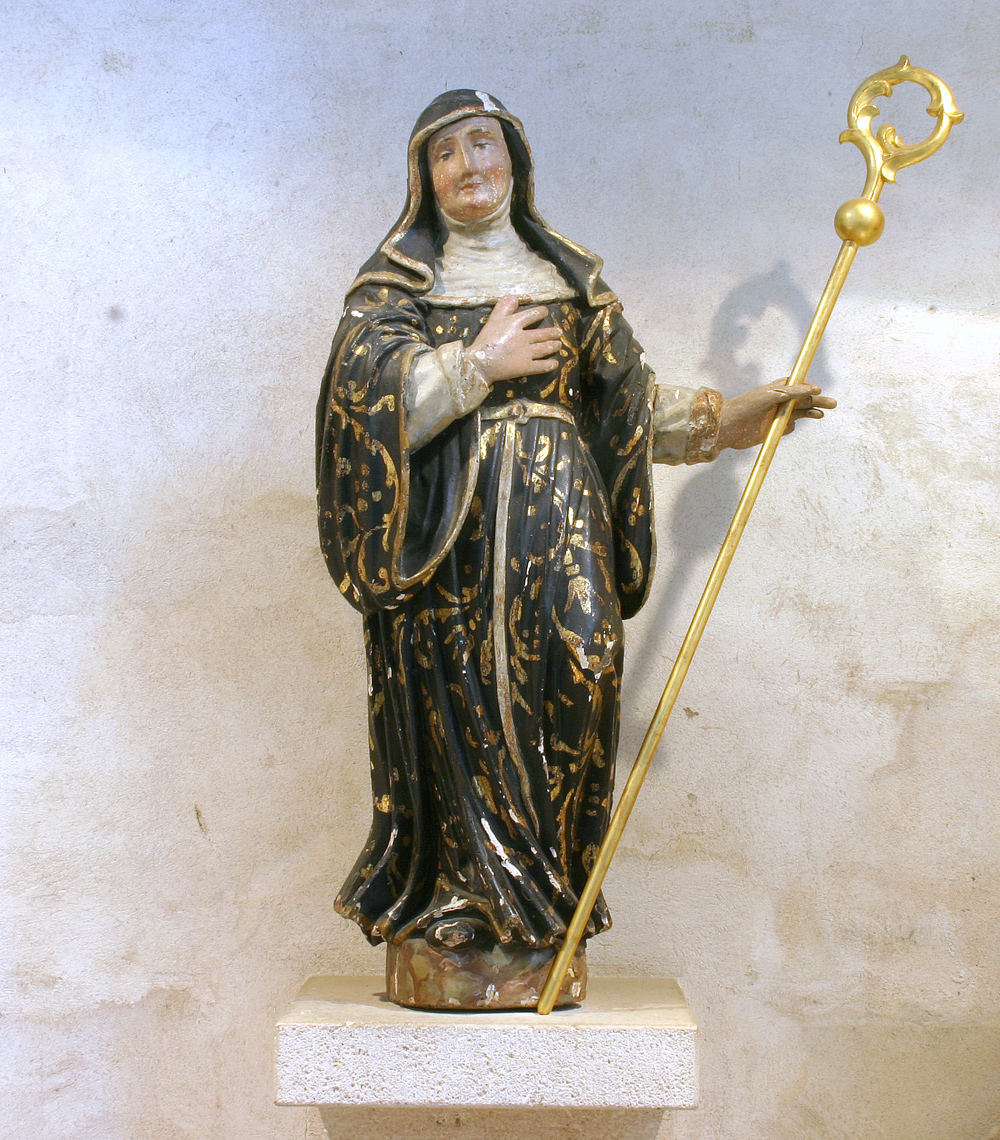
Imagem de Santa Brígida da Irlanda

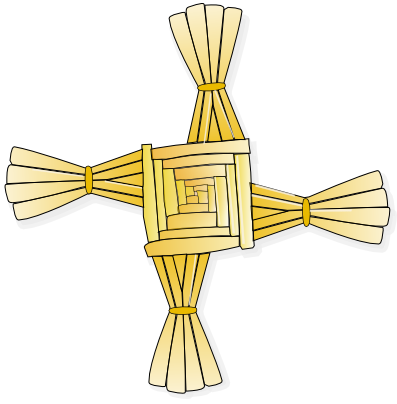
Cruz de Santa Brígida.

Ela foi convertida como cristã em 468, mas foi inspirada pela pregação de São Patrício desde a mais tenra idade. Apesar da oposição do seu pai, ela era determinada a entrar na vida religiosa. Vários testemunhos atestam a sua grande piedade.
Ela tinha um coração generoso e nunca poderia recusar nada a um pobre, que vinha para a porta do pai. Sua caridade irritava-o: a achava demasiadamente generosa para os pobres e necessitados, distribuíndo seu leite e farinha para todos.
Quando ela finalmente deu sua joia a um leproso, Dubhthach percebeu que talvez fosse o mais adequado para sua filha a vida de uma freira. Brígida finalmente obteve o seu desejo e foi enviada para um convento. Recebeu o véu de Santo Mel e professou votos a dedicar sua vida a Cristo. A partir deste ponto surgiram suas histórias e lendas. Ela é creditada por ter fundado um convento em Clara, no Condado de Offaly, sua primeira fundação. Mas foi em Kildare onde seu principal alicerce iria surgir.
Por volta de 470 ela fundou a Abadia Kildare, um duplo mosteiro, com freiras e monges. Brígida era famosa por seu senso comum e acima de tudo pela sua santidade. A Abadia de Kildare tornou-se uma dos mais prestigiados mosteiros da Irlanda, famoso em toda a Europa cristã.
No século VII, Brígida de Kildare ajudou uma jovem que havia quebrado seu voto de castidade e engravidado. Segundo a lenda, Brígida passou as mãos sobre o ventre da mulher e, "exercendo a força de sua fé inefável, abençoou-a, fazendo com que o feto desaparecesse sem nascer e sem dor."

## Morte
Ela morreu em Kildare em torno de 525 e foi enterrada em um túmulo na igreja de sua abadia. Depois de algum tempo ela foi transporta para Downpatrick  com os restos dos outros dois santos padroeiros da Irlanda: São Patrício e Columba. Seu crânio foi extraído e levado à Igreja de São João Batista de Lisboa, Portugal, por três irlandeses nobres, onde permanece até hoje. Há uma ampla devoção a ela na Irlanda, onde ela é conhecida como a "Maria do Gael" e seu culto foi trazido para a Europa pelos missionários irlandeses, nos séculos depois da sua morte. Na Bélgica, existe uma capela dedicada a Santa Brígida em Fosses-la-Ville.

## A Cruz de Santa Brígida

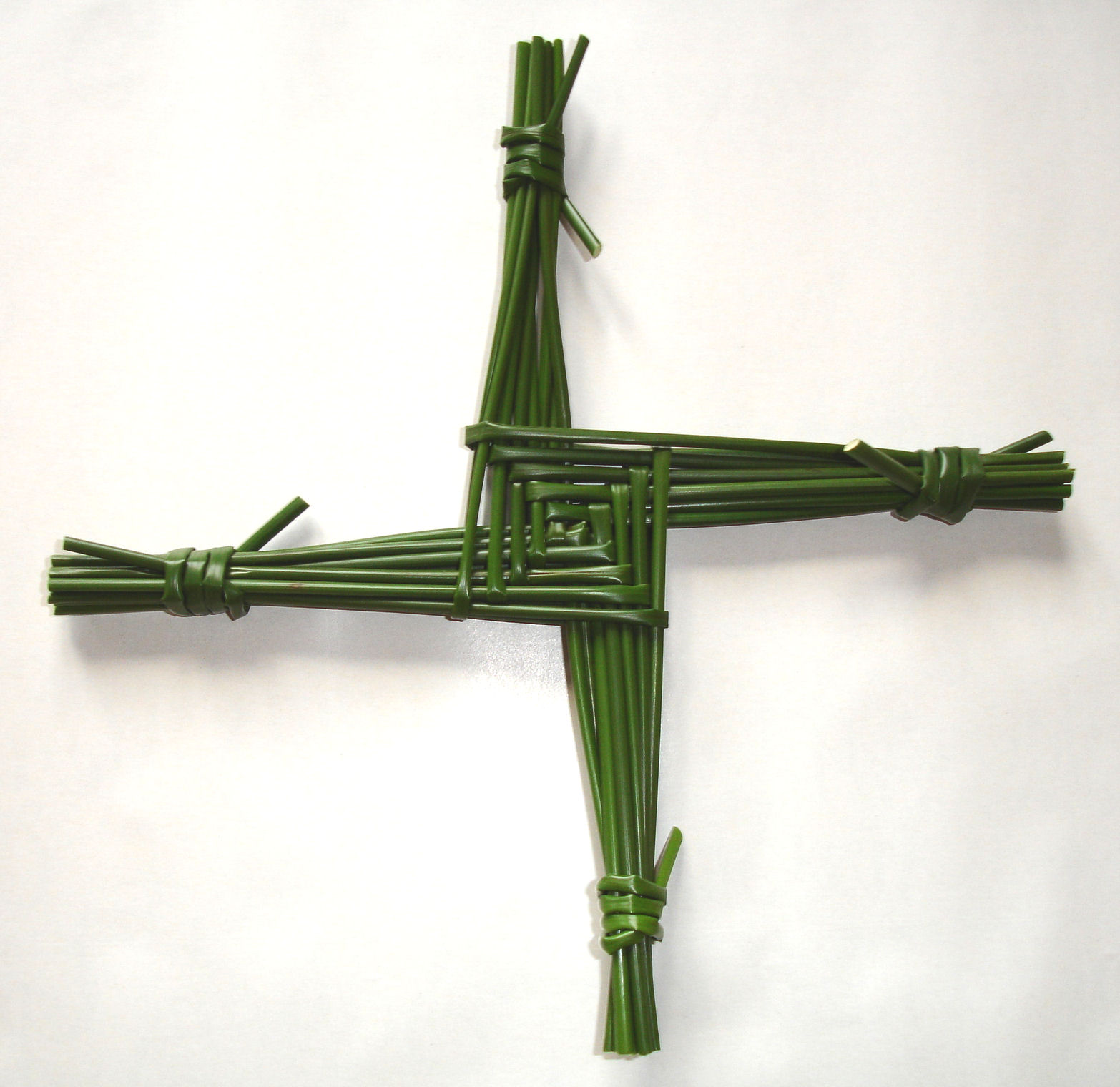
A Cruz de Santa Brígida

A lenda conta que ela fez a cruz e colocou-a no chão ao lado de um homem moribundo, a fim de convertê-lo. É interessante notar que essa lenda não aparece em nenhuma das fontes mais antigas e até hoje sua origem continua perdida na tradição oral. A cruz continua sendo costume em muitas casas na Irlanda, em honra a santa.
A cruz assume muitas formas e é tecnicamente classificada pelos especialistas como um ofício do povo. Segundo a tradição, uma nova cruz é feita no dia de Santa Brígida (1 de fevereiro), como as antigas sendo queimadas. Alguns acreditam que manter uma cruz no teto é uma boa maneira de preservar a casa de incêndios, que foi sempre uma grande ameaça a casas com construção de madeira.